# روبرت كارتر (لاعب كريكت)
روبرت كارتر (1960 - ) (بالإنجليزية: Robert Carter)‏ هو لاعب كريكت نيوزلندي.

## وصلات خارجية
- روبرت كارتر على موقع إي آس بي آن كريك إنفو (الإنجليزية)